# Великий Тютерс
Великий Тютерс (рос. Большой Тютерс; фін. Tytärsaari; ест. Suur Tütarsaar; швед. Tyterskär) — острів у Фінській затоці Балтійського моря, розташований за 75 км від узбережжя Фінляндії, на південний схід від Гогланда. Острів входить до складу Ленінградської області Росії. Площа приблизно 8,3 км². Постійних мешканців немає, окрім обслуги маяка.

## Історія
Острів був населений фінами з XVI століття до 1939 року. Після того, як Радянський Союз напав на Фінляндію під час Зимової війни, острів разом з іншими фінськими островами у Фінській затоці та громадами у фінській Карелії був переданий Радянському Союзу згідно з Московським мирним договором 1940 року. Остров'яни були серед фінських евакуйованих, і після Другої світової війни їм не дозволили повернутися до своїх домівок.
До війни острів був жвавим фінським рибальським і торговельним районом, населення якого становило у 1939 році 436 осіб. До острова було приписано багато вантажних і рибальських суден. Тут була дерев'яна церква, побудована в 1772 році, фінське кладовище, школа, маяк, побудований в 1904 році, станція берегової охорони Фінляндії та станція прогнозу погоди. У 1920—1939 роках розвивався туризм. Назва Tytärsaari в перекладі з фінської означає «Острів-дочка».
Великий Тютерс іноді називають «замінованим островом», оскільки його мінні поля часів Другої світової війни так і не були розміновані. На острові розкидані тисячі ржавіючих частин німецької техніки та зброї, включаючи артилерію та боєприпаси.